# NGC 5847
NGC 5847 é uma galáxia espiral (Sbc) localizada na direcção da constelação de Virgo. Possui uma declinação de +06° 22' 47" e uma ascensão recta de 15 horas, 06 minutos e 22,2 segundos.
A galáxia NGC 5847 foi descoberta em 25 de Março de 1865 por Albert Marth.